# Dekanat Drohiczyn
Dekanat Drohiczyn – jeden z 11 dekanatów w rzymskokatolickiej diecezji drohiczyńskiej.

## Parafie
W skład dekanatu wchodzi 9 parafii:
- parafia Trójcy Przenajświętszej – Drohiczyn
- parafia Najświętszego Serca Pana Jezusa – Gródek
- parafia św. Stanisława BM i św. Anny – Knychówek
- parafia św. Rocha – Miłkowice-Maćki
- parafia Narodzenia Najświętszej Maryi Panny – Ostrożany
- parafia św. Jerzego – Sawice
- parafia św. Stanisława – Skrzeszew
- parafia św. Apostołów Piotra i Pawła – Śledzianów
- parafia św. Antoniego Padewskiego – Wirów

## Historia
W 1938 roku dekanat drohiczyński leżał w diecezji pińskiej. Składał się z 10 parafii i 2 kościołów. Trzech obecnych parafii i dwóch kościołów dekanatu: 
- parafii Przemienienia Pańskiego w Drohiczynie
- kościoła Wszystkich Świętych w Drohiczynie
- kościoła Wniebowzięcia Najświętszej Maryi Panny w Drohiczynie
- parafii w Miłkowicach
- parafii w Ostrożanach

oraz:
- parafii w Dziadkowicach (ob. w dekanacie Siemiatycze)
- parafii w Kłopotach-Stanisławach (ob. w dekanacie Siemiatycze)
- parafii w Mielniku (ob. w dekanacie Siemiatycze)
- parafii w Niemirowie (ob. w dekanacie Siemiatycze)
- parafii w Osmoli (ob. w dekanacie Siemiatycze)
- parafii w Sadach
- parafii w Siemiatyczach (ob. w dekanacie Siemiatycze)

## Sąsiednie dekanaty
Brańsk, Ciechanowiec, Łosice (diec. siedlecka), Sarnaki, Siemiatycze, Sokołów Podlaski, Suchożebry (diec. siedlecka)